# 27. ročník udílení Critics' Choice Movie Awards
27. ročník udílení cen Critics' Choice Movie Awards se konal dne 9. ledna 2022 v hotelu Fairmont Century Plaza v Kalifornii. Nominace byly oznámeny dne 13. prosince 2021. Ceremoniál vysílala americká stanice The CW. Večerem provázel herec Taye Diggs a komička Nicole Byer.

## Vítězové a nominovaní
Tučně jsou označeni vítězové.
| Nejlepší film | Nejlepší režisér | Nejlepší herec |
| --- | --- | --- |
| Síla psa - Belfast - V rytmu srdce - K zemi hleď! - Duna - Král Richard: Zrození šampiónek - Lékořicová pizza - Ulička přízraků - tick, tick… BOOM! - West Side Story | Jane Campion – Síla psa - Paul Thomas Anderson – Lékořicová pizza - Kenneth Branagh – Belfast - Guillermo del Toro – Ulička přízraků - Steven Spielberg – West Side Story - Denis Villeneuve – Duna                                                   | Will Smith jako Richard Williams – Král Richard: Zrození šampiónek - Nicolas Cage jako Robin Feld – Pig - Benedict Cumberbatch jako Phil Burbank – Síla psa - Peter Dinklage jako Cyrano z Bergeracu – Cyrano - Andrew Garfield jako Jonathan Larson – tick, tick… BOOM! - Denzel Washington jako Lord Macbeth – The Tragedy of Macbeth |
| Nejlepší herečka | Nejlepší herec ve vedlejší roli | Nejlepší herečka ve vedlejší roli |
| Jessica Chastain jako Tammy Faye Bakker – Očima Tammy Faye - Olivia Colmanová jako Leda Caruso – Temná dcera - Lady Gaga jako Patrizia Reggiani – Klan Gucci - Alana Haim jako Alana Kane – Lékořicová pizza - Nicole Kidman jako Lucille Ball – Ricardovi - Kristen Stewart jako princezna Diana – Spencer | Troy Kotsur jako Frank – V rytmu srdce - Jamie Dornan jako Pa – Belfast - Ciarán Hinds jako Pop – Belfast - Jared Leto jako Paolo Gucci – Klan Gucci - J. K. Simmons jako William Frawley – Ricardovi - Kodi Smit-McPhee jako Peter Gordon – Síla psa | Ariana DeBose jako Anita – West Side Story - Caitríona Balfe jako Ma – Belfast - Ann Dowd jako Linda – Mass - Kirsten Dunst jako Rose Gordon – Síla psa - Aunjanue Ellis jako Oracene Price – Král Richard: Zrození šampiónek - Rita Moreno jako Valentina – West Side Story                                                            |
| Nejlepší mladý herec/herečka | Nejlepší filmové obsazení | Nejlepší původní scénář |
| Jude Hill jako Buddy – Belfast - Cooper Hoffman jako Gary Valentine – Lékořicová pizza - Emilia Jones jako Ruby Rossi – V rytmu srdce - Woody Norman jako Jesse – C'mon C'mon - Saniyya Sidney jako Venus Williams – Král Richard: Zrození šampiónek - Rachel Zegler jako María Vasquez – West Side Story   | Belfast - K zemi hleď! - Tím tvrdší je pád - Lékořicová pizza - Síla psa - West Side Story | Kenneth Branagh – Belfast - Paul Thomas Anderson – Lékořicová pizza - Zach Baylin – Král Richard: Zrození šampiónek - Adam McKay a David Sirota – K zemi hleď! - Aaron Sorkin – Ricardovi |
| Nejlepší adaptovaný scénář | Nejlepší kamera | Nejlepší filmová architektura |
| Jane Campion – Síla psa - Maggie Gyllenhaal – Temná dcera - Sian Heder – V rytmu srdce - Tony Kushner – West Side Story - Eric Roth, Jon Spaihts a Denis Villeneuve – Duna | Ari Wegner – Síla psa - Bruno Delbonnel – The Tragedy of Macbeth - Greig Fraser – Duna - Janusz Kamiński – West Side Story - Dan Laustsen – Ulička přízraků - Haris Zambarloukos – Belfast                                                            | Zsuzsanna Sipos a Patrice Vermette – Duna - Jim Clay a Claire Nia Richards – Belfast - Rena DeAngelo a Adam Stockhausen – Francouzská depeše Liberty, Kansas Evening Sun - Rena DeAngelo a Adam Stockhausen – West Side Story - Tamara Deverell a Shane Vieau – Ulička přízraků                                                         |
| Nejlepší střih | Nejlepší návrh kostýmů | Nejlepší masky |
| Sarah Broshar a Michael Kahn – West Side Story - Úna Ní Dhonghaíle – Belfast - Andy Jurgensen – Lékořicová pizza - Peter Sciberras – Síla psa - Joe Walker – Duna | Jenny Beavan – Cruella - Robert Morgan a Jacqueline West – Duna - Luis Sequeira – Ulička přízraků - Paul Tazewell – West Side Story - Janty Yates – Klan Gucci                                                                                        | Očima Tammy Faye - Cruella - Duna - Klan Gucci - Ulička přízraků |
| Nejlepší vizuální efekty | Nejlepší komedie | Nejlepší skladatel |
| Duna - Matrix Resurrections - Ulička přízraků - Není čas zemřít - Shang-Chi a legenda o deseti prstenech | Lékořicová Pizza - Barb a Star jedou do Vista del Mar - K zemi hleď! - Free Guy - Francouzská depeše Liberty, Kansas Evening Sun | Hans Zimmer – Duna - Nicholas Britell – K zemi hleď! - Jonny Greenwood – Síla psa - Jonny Greenwood – Spencer - Nathan Johnson – Ulička přízraků |
| Nejlepší píseň | Nejlepší animovaný film | Nejlepší cizojazyčný film |
| „No Time to Die“ – Není čas zemřít - „Be Alive“ – Král Richard: Zrození šampiónek - „Dos Oruguitas“ – Encanto - „Guns Go Bang“ – Tím tvrdší je pád - „Just Look Up“ – K zemi hleď! | Rodina na baterky - Encanto - Utéct - Luca - Raya a drak | Drive My Car • Japan - Utéct • Dánsko / Francie / Norsko / Švédsko / Spojené království / USA - Boží ruka • Itálie - Hrdina • Francie / Írán - Nejhorší člověk na světě • Norsko |